# Drillia idalinae
Drillia idalinae is een slakkensoort uit de familie van de Drilliidae. De wetenschappelijke naam van de soort is voor het eerst geldig gepubliceerd in 1984 door Bernard & Nicolay.